# Saison 3 d'Adventure Time
Chronologie
Saison 2 Saison 4
La troisième saison de la série d'animation américaine Adventure Time, créée par Pendleton Ward, est originellement diffusée sur la chaîne de télévision Cartoon Network aux États-Unis. La série se base sur un court-métrage d'animation produit pour l'émission Random! Cartoons produite par Frederator Studios. Elle est officiellement diffusée à la télévision américaine le 11 juillet 2011, pour s'achever le 13 février 2012. La série suit les aventures de Finn, un jeune garçon humain, et de son meilleur ami Jake, un chien anthropomorphe aux pouvoirs magiques capable de changer l'apparence de son corps comme il le désire, vivant tous les deux sur l'île post-apocalyptique de Ooo. Sur leur chemin, ils interagissent avec d'autres personnages principaux incluant princesse Chewing-Gum, le roi des Glaces, et Marceline, la reine des vampires.
Le premier épisode de la saison, intitulé La vengeance du roi Chouchou, est initialement regardé par 2,686 millions de téléspectateurs nord-américains, marquant une audience plus élevée de la chaîne Cartoon Network comparée à la deuxième saison de la série. La saison s'est achevée avec l'épisode intitulé Incendium le 13 février 2012, et dont la suite est présentée dans la quatrième saison. La saison est très bien accueillie par la presse spécialisée. De nombreux épisodes et membres de l'équipe de production ont été nommés. Elle présente également l'épisode populaire Fiona et Cake. Quelques DVD sont commercialisés peu après la fin de la diffusion de la série. La saison complète est commercialisée le 24 février 2014 en Amérique du Nord sous formats DVD et Blu-Ray.

## Développement

### Concept
La saison suit les aventures de Finn, un jeune garçon humain, et de son meilleur ami Jake, un chien anthropomorphe aux pouvoirs magiques capable de changer l'apparence de son corps comme il le désire, vivant tous les deux sur l'île post-apocalyptique de Ooo. Sur leur chemin, ils interagissent avec d'autres personnages principaux incluant princesse Chewing-Gum, le roi des Glaces, et Marceline, la reine des vampires,. Le scénario principal se centre sur Finn et Jake faisant la rencontre de créatures étranges, leur devoir de sauver les princesses du roi des Glaces, et de combattre des monstres pour aider les autres. De nombreux épisodes se focalisent également sur l'attirance de Finn envers la princesse Chewing-Gum.

### Production
Devant le succès grandissant de la série, Deadline.com annonce, le 29 novembre 2010, le renouvellement de la série par Cartoon Network avec une troisième saison. Les titres des épisodes sont révélés le 6 avril 2011 sur le site de Frederator Studios, durant la fin de la diffusion de la seconde saison. D'après le code de production, l'épisode intitulé La vengeance du roi Chouchou est le premier épisode de la saison à être produit, et également le premier à être diffusé. En avril 2011, les storyboards de la saison sont presque achevés.
Le neuvième épisode, Fionna et Cake, est une version alternative du monde de Ooo, dans laquelle le sexe de tous les personnages est différent,. En réalité, ils'agit d'une histoire fictive originellement racontée par le roi des Glaces dans laquelle tous les personnages d'Adventure Time sont du sexe opposé. Finn l'humain devient Fionna l'humaine, et Jake le Chien devient Cake le félin. La genèse de l'épisode est illustrée par Natasha Allegri sur Internet durant son temps libre. Ses créations sont finalement canonisées par les producteurs de l'émission. Allegri réédite également le thème de l'émission, celui originellement chanté par Pendleton Ward, pour l'occasion. L'épisode possède une suite dans la cinquième saison, qui se focalise sur Marshall Lee, l'équivalent masculin de Marceline, doublé par Donald Glover dans la version originale.

## Épisodes
| # | Titre                        | Titre                             | Dialogues et storyboard                 | 1re diffusion    | 1re diffusion |
| # | Original                     | Francophone                       | Dialogues et storyboard                 | États-Unis       | France        |
| --- | ---------------------------- | --------------------------------- | --------------------------------------- | ---------------- | ------------- |
| 27a | Conquest of Cuteness         | La Vengeance du roi Chouchou      | Ako Castuera Tom Herpich                | 11 juillet 2011  | 5 avril 2012  |
| Le Roi Chouchou et ses soldats ont pris pour cible Finn, Jake et leur cabane. Le seul problème : ils sont si petits et si mignons qu'il est difficile de les prendre au sérieux.                                                                                                   |                              |                                   |                                         |                  |               |
| 27b | Morituri te Salutamus        | Les Gladiateurs de la Mort        | Adam Muto Rebecca Sugar                 | 12 juillet 2011  | 10 avril 2012 |
| Finn et Jake relèvent le défi d'une mystérieuse arène de gladiateurs fantômes. |                              |                                   |                                         |                  |               |
| 28a | Memory of a Memory           | Souvenir d'un souvenir            | Ako Castuera Tom Herpich                | 25 juillet 2011  | 12 avril 2012 |
| Pour sauver Marceline, Finn et Jake doivent s'introduire dans ses souvenirs. |                              |                                   |                                         |                  |               |
| 28b | Hitman                       | Le Rôtisseur                      | Jesse Moynihan Bert Youn                | 1er août 2011    | 14 avril 2012 |
| Sur un quiproquo, le Roi des Glaces engage un tueur à gage pour éliminer Finn et Jake. |                              |                                   |                                         |                  |               |
| 29a | Too Young                    | Trop jeune                        | Tom Herpich Jesse Moynihan              | 5 août 2011      | 21 avril 2012 |
| La Princesse Chewing-Gum étant désormais trop jeune pour régner sur le Royaume, elle est remplacée par le Comte de la Citronnelle. |                              |                                   |                                         |                  |               |
| 29b | The Monster                  | Le Monstre                        | Kent Osborne Somvilay Xayaphone         | 10 août 2011     | 24 avril 2012 |
| Chargés de retrouver la Princesse Lumpy Space qui a disparu, Finn et Jake tombent sur un village apeuré par la présence d'un monstre. |                              |                                   |                                         |                  |               |
| 30a | Don't Move                   | Immobiles                         | Kent Osborne Somvilay Xayaphone         | 12 août 2011     | 25 avril 2012 |
| Afin de se lier d'amitié avec Finn et Jake, le Roi des Glaces kidnappe ces derniers pour passer du temps avec eux. |                              |                                   |                                         |                  |               |
| 30b | Wizard Battle                | Le Tournoi des Sorciers           | Ako Castuera Jesse Moynihan             | 13 avril 2011    | 27 avril 2012 |
| Finn participe clandestinement au tournoi des Sorciers afin d'en remporter le prix ultime : un baiser de la Princesse Chewing-Gum. |                              |                                   |                                         |                  |               |
| 31a | Fionna and Cake              | Les aventures de Fionna et Cake   | Adam Muto Rebecca Sugar                 | 14 avril 2011    | 30 avril 2012 |
| Découvrez les aventures de Cake le chat, Fionna la petite humaine et le Prince Chewing-Gum sans oublier l'horrible Reine des Glaces. |                              |                                   |                                         |                  |               |
| 31b | What Was Missing             | Le Seigneur des Portes            | Adam Muto Rebecca Sugar                 | 21 avril 2011    | 5 juin 2012   |
| Finn, Jake, BMO, Marceline et la Princesse Chewing-Gum doivent composer une chanson afin d'ouvrir une porte derrière laquelle se cache le Seigneur des Portes et les différents biens qu'il leur a volés.                                                                          |                              |                                   |                                         |                  |               |
| 32a | Apple Thief                  | Le Voleur de Pommes               | Bert Youn Tom Herpich                   | 24 avril 2011    | 10 juin 2012  |
| La Trompe s'est fait voler ses pommes. Finn et Jake mènent l'enquête. |                              |                                   |                                         |                  |               |
| 32b | The Creeps                   | Le trouillomètre à zéro           | Ako Castuera Jesse Moynihan             | 25 avril 2011    | 12 juin 2012  |
| Invités à un mystérieux bal masqué, les choses se compliquent quand nos protagonistent découvrent que l'hôte n'est autre qu'un fantôme qui compte les tuer. |                              |                                   |                                         |                  |               |
| 33a | From Bad to Worse            | De mal en pis                     | Kent Osborne Somvilay Xayaphone         | 27 avril 2011    | 13 juin 2012  |
| Une nouvelle épidémie de zombie frappe le Royaume de la Confiserie. Chacun essaye sa propre formule pour créer un antidote. |                              |                                   |                                         |                  |               |
| 33b | Beautopia                    | Beautopia                         | Adam Muto Rebecca Sugar                 | 30 avril 2011    | 14 juin 2012  |
| Son peuple ayant été chassé par d'effroyables créatures, Susanne Strong réapparaît pour demander l'aide de Finn. |                              |                                   |                                         |                  |               |
| 34a | No One Can Hear You          | Personne ne vous entendra crier ! | Ako Castuera Jesse Moynihan             | 5 juin 2011      | 21 juin 2012  |
| Après avoir perdu connaissance, Finn se réveille pour découvrir le Royaume de la Confiserie étrangement vide. Seul Jake est encore présent et semble catégorique : s'il n'y a plus personne, c'est parce que tout le monde lui prépare une fête d'anniversaire surprise en secret. |                              |                                   |                                         |                  |               |
| 34b | Jake vs. Me-Mow              | Jake vs. Miaou-Moi                | Adam Muto Rebecca Sugar                 | 10 juin 2011     | 24 juin 2012  |
| Menacé de mort, la Princesse Fraise des bois fait appel à Finn et Jake. Ce dernier se retrouve menacé par l'assassin et n'a d'autres choix que de tuer la Princesse lui-même s'il veut rester en vie.                                                                              |                              |                                   |                                         |                  |               |
| 35a | Thank You                    | Merci                             | Tom Herpich Adam Muto                   | 12 juin 2011     | 25 juin 2012  |
| Contre toute attente, un Golem des neiges se lie d'amitié avec un chien de feu. |                              |                                   |                                         |                  |               |
| 35b | The New Frontier             | Une Nouvelle Frontière            | Tom Herpich Bert Youn                   | 13 juin 2011     | 27 juin 2012  |
| Jake fait un rêve prémonitoire où il y voit sa propre mort. Alors que Finn tente d'éviter que cela n'arrive, tout semble se mettre en place malgré lui. |                              |                                   |                                         |                  |               |
| 36a | Holly Jolly Secrets (Part 1) | Le Secret de Noël (partie 1)      | Kent Osborne Somvilay Xayaphone         | 14 juin 2011     | 30 juin 2012  |
| Finn et Jake trouvent des cassettes secrètes abandonnées du Roi des Glaces. Persuadés qu'il y cache un secret machiavélique, ils décident de toutes les visionner. |                              |                                   |                                         |                  |               |
| 36b | Holly Jolly Secrets (Part 2) | Le Secret de Noël (partie 2)      | Kent Osborne Somvilay Xayaphone         | 21 juin 2011     | NC            |
| Quand le Roi des Glaces découvre que Finn et Jake sont en train de visionner ses cassettes, il fait tout pour les arrêter. |                              |                                   |                                         |                  |               |
| 37a | Marceline's Closet           | Le placard de Marceline           | Ako Castuera Jesse Moynihan             | 25 décembre 2011 | 5 août 2012   |
| Alors qu'elle leur a formellement interdit de rentrer chez elle, Finn et Jake s'introduisent chez Marceline. Quand celle-ci arrive, ils n'ont d'autres choix que de se cacher dans le placard, mais ne peuvent plus en sortir sans se faire repérer.                               |                              |                                   |                                         |                  |               |
| 37b | Paper Stacked                | Les Pageliers                     | Kent Osborne Somvilay Xayaphone         | 31 décembre 2011 | 10 août 2012  |
| Tandis que Jake essaye tant bien que mal de lire à la bibliothèque, Finn fait la rencontre des Pageliers, les gardiens secrets des livres. |                              |                                   |                                         |                  |               |
| 38a | Another Way                  | L'alternative                     | Tom Herpich Bert Youn                   | 4 janvier 2012   | 12 août 2012  |
| Dans le plâtre après quelques mésaventures, Finn décide de prendre les choses en main pour se soigner lui-même, et ne plus subir la thérapie des infirmières clowns. |                              |                                   |                                         |                  |               |
| 38b | Ghost Princess               | La Princesse Fantôme              | Ako Castuera Jesse Moynihan             | 10 janvier 2012  | 13 août 2012  |
| Finn et Jake aident la Princesse Fantôme à découvrir les circonstances de sa mort afin que son esprit puisse quitter la terre. |                              |                                   |                                         |                  |               |
| 39a | Dad's Dungeon                | Le Donjon                         | Pendleton Ward Adam Muto Terry Tompkins | 6 février 2012   | 14 août 2012  |
| Finn et Jake découvrent l'existence d'un donjon créé par leur père lorsqu'ils étaient enfants. |                              |                                   |                                         |                  |               |
| 39b | Incendium                    | Incendium                         | Adam Muto Rebecca Sugar                 | 13 février 2012  | 21 août 2012  |
| Dévasté par le rejet de la Princesse Chewing-Gum, Finn tombe en pleine dépression. Jake décide alors de lui trouver une nouvelle conquête. |                              |                                   |                                         |                  |               |